# Сан-Филиппо (стадион)
«Сан-Филиппо» (итал. Stadio San Filippo) — стадион в Мессине, домашняя арена для городского клуба.
Вместимость стадиона — 37895 зрителей. Решение о строительстве нового стадиона вместо 11-тысячного «Джованни Челесте» было принято в середине 1990-х гг, но построен «Сан-Филиппо» был лишь в 2004 году. Стадион — чисто футбольный, без легкоатлетических дорожек. Козырьки над трибунами в данный момент отсутствуют.
Первый матч между «Мессиной» и «Ювентусом» состоялся 17 августа 2004 года, победили футболисты из Турина — 0:1. 22 августа прошёл первый официальный матч, это была встреча на Кубок Италии, где хозяева принимали «Ачиреале» и победили 4:0.